# 小行星5015
小行星5015（英語：5015 Litke）是一颗围绕太阳公转的小行星。1975年11月1日，塔瑪拉·米哈伊洛夫那·斯米爾諾娃在克里米亚发现了此天体。
这颗小行星的绝对星等为262.4366157574259等。